# Jardí vora el mar
Jardí vora el mar és una novel·la de l'escriptora catalana Mercè Rodoreda publicada el 1967, sis anys després d'haver-ne iniciat la redacció a Ginebra, el setembre del 1959, i acabada en la mateixa ciutat el desembre de 1966.

## Anàlisi de l'obra
A Jardí vora el mar, Mercè Rodoreda empra un mode narratiu que difereix dels relats precedents: a diferència de La plaça del Diamant o El carrer de les Camèlies, aquesta novel·la és protagonitzada per un personatge masculí (un jardiner, d'inconeguda identificació) el qual, a la manera d'un testimoni, relata els esdeveniments relatius a l'entorn de la casa on treballa. En certa forma, aquesta característica confereix al text una qualitat a destacar: la treballada confluència dels problemes diferents basant-se en l'exposició d'un subjecte aliè a aquests. Això no obstant, la inconfusible veu narrativa de Rodoreda esdevé irrefutable també en aquesta novel·la. Al llarg de l'obra són constants les al·lusions al món de la botànica, donada la vasta coneixença que l'escriptora en posseeix. De fet, la mateixa Rodoreda explicità aquest tret de la novel·la, tot apuntant: 
| «                                             | Vinculada a les flors, sense flors durant anys, vaig sentir la necessitat de parlar de flors i que el meu protagonista fos un jardiner. "Un jardiner és una persona diferent de les altres i això ens ve de tractar amb les flors". | » |
| — Mercè Rodoreda, Pròleg per a Mirall trencat | |   |

Certament, Jardí vora el mar implica una inflexió positiva en la carrera de l'escriptora; la seva confecció la impulsà a retornar al món de la literatura, després d'uns anys en què la novel·lista no havia compost cap relat extens. Això no obstant, la publicació d'aquesta obra fou precedida per dues novel·les cabdals (ambdues iniciades amb posterioritat a aquesta): La plaça del Diamant (1962, considerada com un punt culminant de la seva obra novel·lística) i El carrer de les Camèlies (1966). Així ho aclaria la mateixa Rodoreda, tot confessant:
| «                                             | Jardí vora el mar, la darrera publicada de les meves novel·les, cronològicament la primera que vaig escriure després del gran marasme, per a mi és important perquè obre el camí a les altres. Desig de superació, plaer d'escriure, deixar-me creure que encara en sabia una mica, que podia anar més lluny, que els meus anhels d'adolescent no havien mort. | » |
| — Mercè Rodoreda, Pròleg per a Mirall trencat | |   |

Jardí vora el mar és un relat en què abunda la simbologia (tret bastant comú en les obres de Rodoreda), narrat amb etèria subtilitat.